# Most nad Dunajcem koło Tarnowa
Most nad Dunajcem koło Tarnowa – most drogowy w ciągu drogi wojewódzkiej nr 973 na Dunajcu w gminie Wierzchosławice, na południe od wsi Ostrów, w pobliżu zachodnich granic Tarnowa (Mościc). Obiekt otwarty w styczniu 2024 jest najdłuższym mostem w województwie małopolskim. 
Głównym celem budowy przeprawy była zmiana połączenia węzła autostradowego Tarnów Mościce autostrady A4 z drogą wojewódzką nr 973, tak by tranzyt pojazdów nie odbywał się przez wsie Ostrów i Wierzchosławice, zwiększając bezpieczeństwo i przepustowość ruchu po zachodniej stronie Tarnowa i Strefą Aktywności Ekonomicznej w Mościcach. Przy okazji budowy mostu zmodernizowano układ drogowy okolicy, w tym wyremontowano fragment ulicy Witosa w granicach administracyjnych Tarnowa. Na Rondzie w Kępie Bogumiłowickiej wykonano wlot uwzględniający w przyszłości połączenie na południe, z tarnowską ulicą Krakowską.
Całość inwestycji obejmowała: most długości 815 metrów, rondo jednopasmowe i skrzyżowanie wraz z drogami dojazdowymi, ciąg pieszo-rowerowy na całej długości trasy oraz oświetlenie. Ostatni element – zwornik mostu – został zabetonowany w grudniu 2022 roku. 27 września 2023 na moście odbyły się testy obciążeniowe. Most ma trzynaście podpór, a główne przęsło (nad samym Dunajcem) ma 185 metrów długości i jest najdłuższym w Polsce zrealizowanym w technologii betonowania nawisowego. Przeprawą prowadzi jezdnia o szerokości 8,3 metra, ciąg pieszo-rowerowy o szerokości 3,8 metra i pobocze techniczne o szerokości 1,8 metra.
Inwestycja kosztowała ponad 170 milionów zł, z czego dofinansowanie z funduszy europejskich wyniosło 134 milionów zł, wkład miasta Tarnów – 6 milionów zł, starostwa powiatowego i gminy Wierzchosławice – kilkaset tysięcy złotych. W szczytowych momentach prac na budowie pracowało 250 ludzi, a do wzniesienia obiektu użyto 3000 ton stali. 